# Синега-Лесопункт
Синега-Лесопункт — посёлок в Вельском районе Архангельской области. Входит в состав Усть-Вельского сельского поселения.

## География
Посёлок расположен в южной части области на расстоянии примерно в 18 километрах по прямой к западу от районного центра Вельска.
Часовой пояс
Посёлок Синега-Лесопункт как и вся Архангельская область, находится в часовой зоне МСК (московское время). Смещение применяемого времени относительно UTC составляет +3:00.

## Население
| 2002 | 2010 | 2012 | 2014 |
| ---- | ---- | ---- | ---- |
| 256  | ↘200 | ↗287 | →287 |

Национальный состав
Согласно результатам переписи 2002 года, в национальной структуре населения русские составляли 97 % из 255 чел..